# Movimento de Ação Portuguesa
Movimento de Acção Portuguesa (MAP) foi um movimento político da direita política que foi fundado por Florentino Goulart Nogueira e Rodrigo Emílio Alarcão Ribeiro de Melo, ambos poetas, entre maio e junho de 1974, após a chamada a Revolução dos Cravos do 25 de Abril de 1974 em Portugal e que terá um papel relevante na contra-revolução clandestina durante o Processo Revolucionário em Curso (PREC).
Apesar de nunca se ter constituído como partido político, por ter sido ilegalizado na sequência da intentona do 28 de Setembro de 1974, manifestação que apoiava, rivalizou com o Partido Nacionalista Português
A Comissão Central do Movimento, além dos referido fundadores, integrava Luís de Sena Esteves e Alberto Correia de Barros, enquanto António José de Brito ficou responsável pelo Porto e António José Almeida pelo Comité Nacional de Acção Revolucionária (CNAR). Este último funcionava como braço armado do MAP, que se dedicaria aos confrontos de rua.
Igualmente aderiram ao movimentoː Walter Cândido Ventura, Delfim Fuentes Mendes, Vasco Emanuel Centeno Barata, José Rebordão Esteves Pinto (que se casará com Vera Lagoa e assumir a direcção de O Diabo, depois da morte desta.), Jaime Nogueira Pinto e atribuída a presidência honorária a Guilherme Braga da Cruz, antigo reitor da Universidade de Coimbra.
Estes, na sua maioria, pertenciam a sectores da direita radical crítica de Marcelo Caetano, como os “nacionalistas revolucionários” da Faculdade de Direito da Universidade de Coimbra, ligados à Cooperativa Livreira Cidadela criada em Coimbra.
O MAP exprimia o ponto de vista da Direita mais intransigente, integrista e salazarista, defendendo a existência de um partido único e a nação pluricontinental. Assumindo assim um ideário antidemocrático e colonialista, reclamando igualmente simultaneamente a herança teórica do Integralismo Lusitano, movimento tradicionalista monárquico, acrescido de um profundo cariz anticomunista e apologético da autoridade e da ordem.
O movimento nasceu no seguimento de uma reunião fracassada entre os seus fundadores e o general Kaúlza de Arriaga, na sede da Junta de Energia Nuclear, em Lisboa, para criar um único partido.
Este círculo político consideravam que a guerra civil em Portugal era uma inevitabilidade por causa do avanço da esquerda revolucionária. Acreditavam que a democracia nascida da Revolução de Abril era ainda mais persecutória e 
intolerante do que o Estado Novo, o regime ditatorial deposto. E, portanto, argumentavam ser necessário prepararem-se para esse confronto o mais rapidamente possível, estabelecendo contactos com financiadores de peso, com militares de extrema-direita e com os restantes partidos que estavam a ser criados.
O MAP defendia a unidade nacional, ou seja, opunha-se à independência das colónias porque “a perda temporária dessa independência, as mutilações ou fragmentações que quaisquer forças imponham à nossa Pátria, são contrárias à existência livre e una do Povo Português”; era apologista da autoridade e da ordem, propondo que os partidos internacionalistas fossem ilegalizados; subordinava os direitos dos indivíduos ao interesse da comunidade; repudiava o “dogma da luta de classes”; condenava o espírito de divisão partidarista; e, por fim, defendia a libertação da cultura, isto é, rejeitava o alegado domínio do marxismo na sociedade e nas suas instituições.
Ao contrário de outras forças da extrema-direita portuguesa, o MAP recusou qualquer aproximação à política spinolista de criação de um projeto federalista.